# Плазменная металлургия
Плазменная металлургия — извлечение из руд, выплавка и обработка металлов и сплавов под воздействием плазмы.
Переработка руд (окислов и др.) осуществляется путём их термического разложения в плазме. Для предотвращения обратных реакций применяют восстановитель (углерод, водород, метан и др.), либо резкое охлаждение потока плазмы, нарушающее термодинамическое равновесие.
Плазменная металлургия позволяет производить прямое восстановление металла из руды, значительно ускорять металлургические процессы, получить чистые материалы, снизить расход топлива (восстановителя). Недостатком плазменной металлургии является высокое потребление электроэнергии, используемой для генерации плазмы.